# Furie (film, 1978)
Cet article concerne le film de Brian De Palma. Pour le film de Fritz Lang, voir Furie (film, 1936).
Pour les articles homonymes, voir Furie.
Pour plus de détails, voir Fiche technique et Distribution.
Furie (The Fury) est un thriller fantastique américain réalisé par Brian De Palma et sorti en 1978. Il s'agit d'une adaptation cinématographique du roman du même nom de John Farris, qui signe lui-même le scénario.

## Synopsis
En Israël, l'ancien agent de la CIA Peter Sandza rencontre Ben Childress, un ancien collègue de l'agence. 
Robin, le fils de Peter, assiste impuissant à une attaque qui frappe son père, lors de ce qui semble être une attaque terroriste sur une plage. Cependant, Peter échappe de justesse à la mort. Il comprend rapidement que l'attaque était une mise en scène organisée par une agence gouvernementale américaine. Son but : s'emparer de Robin qui est doué de perception extrasensorielle et de psychokinèse. Peter met tout en œuvre pour retrouver son fils et finit par croiser la route de Gillian, une jeune femme dotée du même pouvoir que Robin.

## Fiche technique
- Titre original : The Fury
- Titre français : Furie
- Réalisation : Brian De Palma
- Scénario : John Farris, d'après son roman The Fury
- Musique : John Williams
- Décors : Bill Malley (en) et Audrey A. Blasdel
- Costumes : Theoni V. Aldredge
- Photographie : Richard H. Kline
- Montage : Paul Hirsch
- Production : Jack B. Bernstein, Ron Preissman et Frank Yablans
- Société de production : Frank Yablans Presentations
- Société de distribution : 20th Century Fox
- Budget : 7,5 millions de dollars[1]
- Pays de production :  États-Unis
- Langue originale : anglais
- Format : couleur - 1,85:1 - Mono - 35 mm
- Genre : thriller, fantastique
- Durée : 118 minutes
- Dates de sortie[2] :
  - États-Unis : 10 mars 1978
  - France : 4 janvier 1979
- Classification[3] :
  - États-Unis : R (Restricted)
  - France : interdit aux moins de 12 ans
- Affiche : René Ferracci (France)

## Distribution
- Kirk Douglas (VF : Marc Cassot) : Peter Sandza
- John Cassavetes (VF : Jacques Thébault) : Ben Childress
- Carrie Snodgress (VF : Nadine Alari) : Hester
- Charles Durning (VF : Philippe Dumat) : le Dr Jim McKeever
- Amy Irving (VF : Nadine Delanoë) : Gillian Bellaver
- Fiona Lewis (VF : Évelyn Séléna) : le Dr Susan Charles
- Andrew Stevens (VF : François Leccia) : Robin Sandza
- Carol Rossen (VF : Claude Chantal) : le Dr Ellen Lindstrom
- Rutanya Alda (VF : Isabelle Ganz) : Kristen
- Joyce Easton (de) (VF : Nicole Favart) : Katharine Bellaver
- William Finley : Raymond Dunwoodie
- Jane Lambert (VF : Claire Guibert) : Vivian Nuckells
- Sam Laws : Blackfish
- J. Patrick McNamara (VF : Michel Paulin) : Robertson
- Alice Nunn (en) (VF : Lita Recio) : Mrs. Callahan
- Melody Thomas : LaRue
- Hilary Thompson (en) (VF : Sylviane Margollé) : Cheryl
- Dennis Franz (VF : Pierre Hatet) : Bob Eggleston
- Michael O'Dwyer (VF : Serge Lhorca) : Marty O'Brien
- Felix Shuman (VF : Georges Atlas) : le Dr Ives
- Gordon Jump (en) (VF : Claude Joseph) : Harry Nuckells
- Eleanor Merriam (VF : Marie Francey) : la mère de Nuckells
- Harold Johnson (VF : Henry Djanik) : l'homme de l'entretien à l'hôtel Plymouth
- Kathleen Francour (VF : Béatrice Bruno) : Betsy
- Daryl Hannah : Pam
- Laura Innes : Jody
- Jim Belushi : un homme sur la plage (non crédité)[4]

## Production

### Genèse et développement
Après avoir réalisé Carrie au bal du diable (1976), Brian De Palma souhaite adapter le livre de science-fiction L'Homme démoli d'Alfred Bester qui se déroule au XXIVe siècle et traite d'un monde où le meurtre a disparu grâce à la télépathie. Sans y être réellement intéressé, De Palma juge que la télépathie ou la télékinésie sont des thèmes qui peuvent permettre, au cinéma, de raconter une histoire avec « des images fortes. » Comme le budget d'un tel film ne lui permet pas de trouver facilement de producteur, il décide de commencer par réaliser un film moins ambitieux financièrement sur un thème proche pour prouver qu'il est capable d'en faire un succès. Cependant, Furie ne sera pas un succès suffisant pour convaincre de sa capacité à diriger un film aussi cher que son adaptation de L'Homme démoli et ce film ne sera jamais réalisé.
Le scénario de Furie est une adaptation d'un roman de John Farris, qui signe lui-même le scénario. Brian De Palma n'a pas lu le roman, le scénario lui étant parvenu directement. Le projet lui est proposé par le producteur Frank Yablans car il juge que le sujet est proche de celui de Carrie au bal du diable. C'est pour Brian De Palma une nouvelle occasion de tourner un véritable film de studio, avec l'expérience négative de Get to Know Your Rabbit pour la Warner.

### Attribution des rôles
Amy Irving, qui interprétait l'une des rares survivantes dans Carrie au bal du diable (1976), précédente œuvre du cinéaste, interprète ici un personnage similaire à celui tenu par Sissy Spacek[réf. nécessaire]. Brian De Palma retrouve également William Finley, après Dionysus in '69 (1970), Sœurs de sang (1973) et Phantom of the Paradise (1974). Charles Durning a quant à lui tourné dans Hi, Mom! (1970) et Sœurs de sang (1973).
Daryl Hannah et Laura Innes, qui interprètent respectivement Pam et Jody, y trouvent leurs premiers rôles au cinéma. Ce film marque aussi les débuts de Dennis Franz, qui jouera à nouveau sous la direction de Brian De Palma dans Pulsions (1980), Blow Out (1981) et Body Double (1984). Par ailleurs, c'est la première apparition au cinéma de James Belushi qui a ici un tout petit rôle d'extra sur la plage.

### Tournage
Le tournage des extérieurs se déroule principalement à Chicago, dans l'Illinois.
Kirk Douglas traverse les voies du métro aérien pour s'enfuir de l'hôtel Plymouth, situé au 22 West Van Buren Street - aujourd'hui démoli. Ce même hôtel accueillera en 1979 le tournage du film Les Blues Brothers de John Landis, pour le décor de la chambre ou Elwood emmène Jake après sa sortie de prison. 
Le bâtiment servant aux extérieurs de l'institut Paragon est situé sur North Astor Street. D'autres scènes se déroulent dans le centre commercial de Water Tower Place (scène de l'ascenseur de verre), au Lincoln Park, et sur la Jetée Navy. La scène du parc d'attractions se déroule au parc Old Chicago (en) à Bolingbrook, fermé en 1980 et démoli en 1986. La propriété de Ben Childress est située à Lake Forest, dans l'Illinois.
Selon les dires du cinéaste Sam Irvin, alors étudiant engagé comme stagiaire sur le tournage du film, les imposantes lunettes de Hilary Thompson dissimulaient en fait des mini poches de faux sang longeant les branches et reliées à un faux nez pour la séquence de la coulée de sang lors de l'altercation entre Cheryl et Gillian.
Lors de la destruction du manège, un rail monté sur échafaudage a été construit pour filmer le travelling suivant la projection de la cabine des Arabes sur la fenêtre du restaurant. Par ailleurs, Andrew Stevens fut affublé d'une légère prothèse faciale, reliée par des tuyaux d'air cachés dans ses cheveux puis à une pompe cachée dans sa main, pour le gonflage des deux nerfs frontaux de Robin, dû à l'effet de son pouvoir.
À l'origine, Robin devait tuer Susan en la plaquant au sol pour ensuite la violer. La scène a été filmée en 24 prises, Fiona Lewis se cognant fortement à chaque chute. Au bout de ces nombreuses prises, l'actrice souffrait d'importantes contusions et a même perdu connaissance. Lorsqu'elle se réveilla le lendemain à son domicile, ses blessures lui étaient si douloureuses qu'elle ne pouvait plus bouger. Finalement, la scène fut changée : Robin fait léviter puis tournoyer Susan de plus en plus vite jusqu'à la tuer. Un plan du plaquage au sol a tout de même été réutilisé puis inversé pour simuler la lévitation.
Dans une interview, De Palma explique avoir filmé l'explosion finale de Ben Childress à l'aide de 8 ou 9 caméras haute vitesse : « La première fois, ça n'a pas marché. Les parties de corps n'ont pas explosé en direction des bonnes caméras, et tout le plateau était recouvert de faux sang. Cela nous a pris presque une semaine pour tout récupérer et faire une seconde prise. »

### Musique
Albums de John Williams
Les Dents de la mer, 2e partie
(1978) 1941
(1979)
La musique du film est composée par John Williams. Après le décès de son « compositeur attitré » Bernard Herrmann, Brian De Palma s'est tourné vers l'un des « élèves » de ce dernier,.
Liste des titres
1. Main Title - 3:12
2. For Gillian - 2:42
3. Vision on the Stairs - 4:09
4. Hester's Theme and the House - 4:35
5. Gillian's Escape - 6:14
6. The Search for Robin - 2:42
7. Death on the Carousel - 2:51
8. Gillian's Vision - 4:02
9. Death on the Carousel and End Titles - 8:28
10. Epilogue - 4:37

## Accueil
Le film a généré 24 000 000 de dollars de recettes dans le monde. En France, il totalise 511 504 entrées, dont 182 663 à Paris.
Il a reçu un accueil critique favorable, recueillant 78 % de critiques positives sur Rotten Tomatoes.

## Récompense
- Saturn Awards 1979 : meilleurs maquillages pour William Tuttle et Rick Baker, remis par l'Académie des films de science-fiction, fantastique et horreur[14].